# Belgian Juniors 2012
Das Belgian Juniors 2012 als bedeutendstes internationales Nachwuchsturnier von Belgien im Badminton fand vom 21. bis zum 23. September 2012 in Herstal statt.

## Sieger und Platzierte
| Disziplin    | Gold                           | Silber                      | Bronze                           |
| ------------ | ------------------------------ | --------------------------- | -------------------------------- |
| Herreneinzel | Matthias Almer                 | Rhys Walker                 | Pierrick Cajot                   |
| Herreneinzel | Matthias Almer                 | Rhys Walker                 | Lars Schänzler                   |
| Dameneinzel  | Stefani Stoeva                 | Delphine Lansac             | Luise Heim                       |
| Dameneinzel  | Stefani Stoeva                 | Delphine Lansac             | Malvinne Ann Venice Alcala       |
| Herrendoppel | Mark Byerly Mark Lamsfuß       | Russel Muns Robin Tabeling  | Jordan Corvée Bastian Kersaudy   |
| Herrendoppel | Mark Byerly Mark Lamsfuß       | Russel Muns Robin Tabeling  | Dominic Scherpen Max Weißkirchen |
| Damendoppel  | Gabriela Stoeva Stefani Stoeva | Chloe Birch Holly Smith     | Annika Dörr Franziska Volkmann   |
| Damendoppel  | Gabriela Stoeva Stefani Stoeva | Chloe Birch Holly Smith     | Jenny Moore Victoria Williams    |
| Mixed        | Bastian Kersaudy Anne Tran     | Robin Tabeling Myke Halkema | Max Weißkirchen Eva Janssens     |
| Mixed        | Bastian Kersaudy Anne Tran     | Robin Tabeling Myke Halkema | Mark Lamsfuß Franziska Volkmann  |